# The 50 Greatest Cartoons
The 50 Greatest Cartoons: As Selected by 1,000 Animation Professionals è un libro del 1994 scritto dallo storico dell'animazione Jerry Beck. Consiste in una lista dei 50 migliori cortometraggi in animazione tradizionale di tutti i tempi, redatta da un gruppo di 1000 membri del campo dell'animazione.
Diciassette dei 50 cortometraggi presenti nella lista sono stati prodotti dalla Warner Bros. per le serie Looney Tunes e Merrie Melodies, dieci di questi sono stati diretti da Chuck Jones.
Quasi tutti i cartoni selezionati sono stati realizzati prima del 1960, ad eccezione del corto del 1985 The Big Snit (#25), del corto del 1988 The Cat Come Back (#32), del corto del 1969 Bambi Meets Godzilla (#38), del corto del 1987 L'uomo che piantava gli alberi (#44), e del corto del 1975 Quasi at the Quackadero (#46).

## Top 50
| Posizione | Titolo italiano / Titolo originale                                            | Studio        | Anno | Regista                           |
| --------- | ----------------------------------------------------------------------------- | ------------- | ---- | --------------------------------- |
| 1         | Cane all'opera (What's Opera, Doc?)                                           | Warner Bros.  | 1957 | Chuck Jones                       |
| 2         | Pennelli, rabbia e fantasia (Duck Amuck)                                      | Warner Bros.  | 1953 | Chuck Jones                       |
| 3         | Fanfara (The Band Concert)                                                    | Disney        | 1935 | Wilfred Jackson                   |
| 4         | L'eroe del XXIV secolo e mezzo (Duck Dodgers in the 24½th Century)            | Warner Bros.  | 1953 | Chuck Jones                       |
| 5         | Solo per te io canto (One Froggy Evening)                                     | Warner Bros.  | 1955 | Chuck Jones                       |
| 6         | Gertie il dinosauro (Gertie the Dinosaur)                                     | Winsor McCay  | 1914 | Windsor McCay                     |
| 7         | Red Hot Riding Hood                                                           | MGM           | 1943 | Tex Avery                         |
| 8         | Porky in Strambilandia (Porky in Wackyland)                                   | Warner Bros.  | 1938 | Bob Clampett                      |
| 9         | Gerald McBoing-Boing                                                          | UPA           | 1950 | Robert Cannon                     |
| 10        | King-Size Canary                                                              | MGM           | 1947 | Tex Avery                         |
| 11        | I tre porcellini (Three Little Pigs)                                          | Disney        | 1933 | Burt Gillett                      |
| 12        | Il coniglio di Siviglia (Rabbit of Seville)                                   | Warner Bros.  | 1950 | Chuck Jones                       |
| 13        | Steamboat Willie                                                              | Disney        | 1928 | Walt Disney e Ub Iwerks           |
| 14        | Il vecchio mulino (The Old Mill)                                              | Disney        | 1937 | Wilfred Jackson                   |
| 15        | Bad Luck Blackie                                                              | MGM           | 1949 | Tex Avery                         |
| 16        | La grande rapina al salvadanaio (The Great Piggy Bank Robbery)                | Warner Bros.  | 1946 | Bob Clampett                      |
| 17        | Braccio di Ferro incontra Sinbad (Popeye the Sailor Meets Sindbad the Sailor) | Fleischer     | 1936 | Dave Fleischer                    |
| 18        | Danza degli scheletri (The Skeleton Dance)                                    | Disney        | 1929 | Walt Disney e Ub Iwerks           |
| 19        | Snow White                                                                    | Fleischer     | 1933 | Dave Fleischer                    |
| 20        | Minnie the Moocher                                                            | Fleischer     | 1932 | Dave Fleischer                    |
| 21        | Nero-Fumo e i sette nani neri (Coal Black and de Sebben Dwarfs)               | Warner Bros.  | 1943 | Bob Clampett                      |
| 22        | Der Fuehrer's Face                                                            | Disney        | 1943 | Jack Kinney                       |
| 23        | Little Rural Riding Hood                                                      | MGM           | 1949 | Tex Avery                         |
| 24        | The Tell-Tale Heart                                                           | UPA           | 1953 | Ted Parmelee                      |
| 25        | The Big Snit                                                                  | NFB           | 1985 | Richard Condie                    |
| 26        | L'eroico ammazzasette (Brave Little Tailor)                                   | Disney        | 1938 | Bill Roberts                      |
| 27        | L'orologio del campanile (Clock Cleaners)                                     | Disney        | 1937 | Ben Sharpsteen                    |
| 28        | Northwest Hounded Police                                                      | MGM           | 1946 | Tex Avery                         |
| 29        | Toot, Whistle, Plunk and Boom                                                 | Disney        | 1953 | Ward Kimball e Charles A. Nichols |
| 30        | Caccia al coniglio (Rabbit Seasoning)                                         | Warner Bros.  | 1952 | Chuck Jones                       |
| 31        | La maschera scarlatta (The Scarlet Pumpernickel)                              | Warner Bros.  | 1950 | Chuck Jones                       |
| 32        | The Cat Came Back                                                             | NFB           | 1988 | Cordell Barker                    |
| 33        | Superman                                                                      | Fleischer     | 1941 | Dave Fleischer                    |
| 34        | Dovresti fare del cinema (You Ought to Be in Pictures)                        | Warner Bros.  | 1940 | Friz Freleng                      |
| 35        | Chiuditi sesamo (Ali Baba Bunny)                                              | Warner Bros.  | 1957 | Chuck Jones                       |
| 36        | Un micio per amico (Feed the Kitty)                                           | Warner Bros.  | 1952 | Chuck Jones                       |
| 37        | Bimbo's Initiation                                                            | Fleischer     | 1931 | Dave Fleischer                    |
| 38        | Bambi Meets Godzilla                                                          | Independent   | 1969 | Marv Newland                      |
| 39        | Coniglietto Rosso (Little Red Riding Rabbit)                                  | Warner Bros.  | 1944 | Friz Freleng                      |
| 40        | Pace in terra (Peace On Earth)                                                | MGM           | 1939 | Hugh Harman                       |
| 41        | Rooty Toot Toot                                                               | UPA           | 1951 | John Hubley                       |
| 42        | Jerry pianista (The Cat Concerto)                                             | MGM           | 1946 | William Hanna e Joseph Barbera    |
| 43        | Il barbiere di Siviglia (The Barber of Seville)                               | Lantz         | 1944 | James Culhane                     |
| 44        | L'uomo che piantava gli alberi (The Man Who Planted Trees)                    | Frédéric Back | 1987 | Frédéric Back                     |
| 45        | Varietà di libri (Book Revue)                                                 | Warner Bros.  | 1946 | Bob Clampett                      |
| 46        | Quasi at the Quackadero                                                       | Independent   | 1975 | Sally Cruikshank                  |
| 47        | Uno strano concerto (A Corny Concerto)                                        | Warner Bros.  | 1943 | Bob Clampett                      |
| 48        | The Unicorn in the Garden                                                     | UPA           | 1953 | William T. Hurtz                  |
| 49        | I tre fratelli Dover (The Dover Boys)                                         | Warner Bros.  | 1942 | Chuck Jones                       |
| 50        | Felix in Hollywood                                                            | Pat Sullivan  | 1923 | Otto Messmer                      |

## Altri grandi cartoni
In aggiunta alla lista principale, il libro raccomanda anche altri cartoni che furono nominati per l'inclusione nella top 50. I corti sono elencati in ordine alfabetico (seguendo i titoli originali):
| Titolo italiano / Titolo originale                       | Studio             | Anno | Regista                         |
| -------------------------------------------------------- | ------------------ | ---- | ------------------------------- |
| Allegretto                                               | Independent        | 1936 | Oskar Fischinger                |
| Balloon Land                                             | Celebrity Pictures | 1935 | Ub Iwerks                       |
| L'imbattibile coniglio (Baseball Bugs)                   | Warner Bros.       | 1946 | Friz Freleng                    |
| Il grande sonno (The Big Snooze)                         | Warner Bros.       | 1946 | Bob Clampett                    |
| Blitz Wolf                                               | MGM                | 1942 | Tex Avery                       |
| The Box                                                  | Independent        | 1967 | Fred Wolf                       |
| Bugs Bunny e i tre orsi (Bugs Bunny and the Three Bears) | Warner Bros.       | 1944 | Chuck Jones                     |
| Bunny e il condor (Bugs Bunny Gets the Boid)             | Warner Bros.       | 1942 | Bob Clampett                    |
| Crac                                                     | Independent        | 1981 | Frédéric Back                   |
| The Crunch Bird                                          | Independent        | 1971 | Ted Petok                       |
| Education for Death                                      | Disney             | 1943 | Clyde Geronimi                  |
| Ersatz                                                   | Zagreb Film        | 1961 | Dušan Vukotić                   |
| Lavato e stirato (Fast and Furry-ous)                    | Warner Bros.       | 1949 | Chuck Jones                     |
| Ferdinando il toro (Ferdinand the Bull)                  | Disney             | 1938 | Dick Richard                    |
| Flebus                                                   | Terrytoons         | 1957 | Ernest Pintoff e Gene Deitch    |
| Fiori e alberi (Flowers and Trees)                       | Disney             | 1932 | Burt Gillet                     |
| Frank Film                                               | Independent        | 1973 | Frank Mouris                    |
| Furies                                                   | Independent        | 1978 | Sara Petty                      |
| Gorilla d'argilla (Gorilla My Dreams)                    | Warner Bros.       | 1948 | Robert McKimson                 |
| Direttore d'orchestra (Long-Haired Hare)                 | Warner Bros.       | 1949 | Chuck Jones                     |
| Nato per cantare (I Love to Singa)                       | Warner Bros.       | 1936 | Tex Avery                       |
| E' Ora di Sloggiare (Kitty Kornered)                     | Warner Bros.       | 1946 | Bob Clampett                    |
| Ko-Ko's Earth Control                                    | Fleischer          | 1928 | Dave Fleischer                  |
| Little Nemo                                              | Winsor McCay       | 1911 | Winsor McCay                    |
| Topolino e i fantasmi (Lonesome Ghosts)                  | Disney             | 1937 | Burt Gillet                     |
| Lupo the Butcher                                         | Rocketship Ltd,    | 1987 | Danny Antonucci                 |
| The Mechanical Monsters                                  | Fleischer          | 1941 | Dave Fleischer                  |
| Topolino meccanico (Mickey's Service Station)            | Disney             | 1935 | Ben Sharpensteen                |
| La roulotte di Topolino (Mickey's Trailer)               | Disney             | 1938 | Ben Sharpensteen                |
| Moonbird                                                 | Independent        | 1959 | John Hubley and Faith Hubley    |
| Tra le stelle di Hollywood (Mother Goose Goes Hollywood) | Disney             | 1938 | Wilfred Jackson                 |
| Il collaboratore domestico (Mouse Cleaning)              | MGM                | 1948 | William Hanna e Joeseph Barbera |
| Giorno di trasloco (Moving Day)                          | Disney             | 1936 | Ben Sharpensteen                |
| L'isola del jazz (Music Land)                            | Disney             | 1935 | Wilfred Jackson                 |
| Vecchi ricordi (The Old Grey Hare)                       | Warner Bros.       | 1944 | Bob Clampett                    |
| Old Man of the Mountain                                  | Fleischer          | 1933 | Dave Fleischer                  |
| L'aereo impazzito (Plane Crazy)                          | Disney             | 1928 | Walt Disney e Ub Iwerks         |
| Pluto e le papere (The Pointer)                          | Disney             | 1939 | Clyde Geronimi                  |
| Cenerentola (Poor Cinderella)                            | Fleischer          | 1934 | Dave Fleischer                  |
| Braccio di Ferro incontra Ali Babà e i quaranta ladroni  | Fleischer          | 1937 | Dave Fleischer                  |
| Un coniglio nella foresta di Sherwood (Rabbit Hood)      | Warner Bros.       | 1949 | Chuck Jones                     |
| Rapsodia newyorkese (Rhapsody in Rivets)                 | Warner Bros.       | 1941 | Friz Freleng                    |
| Rapsodia in salmì (Rhapsody Rabbit)                      | Warner Bros.       | 1946 | Friz Freleng                    |
| La fifa fa novanta (Scaredy Cat)                         | Warner Bros.       | 1948 | Chuck Jones                     |
| Screwball Squirrel                                       | MGM                | 1944 | Tex Avery                       |
| Señor Droopy                                             | MGM                | 1949 | Tex Avery                       |
| The Street                                               | NFB                | 1976 | Caroline Leaf                   |
| The Sunshine Makers                                      | Van Beuren         | 1935 | Ted Eshbaugh                    |
| Swing Shift Cinderella                                   | MGM                | 1945 | Tex Avery                       |
| Due gatti contro Titti (A Tale of Two Kitties)           | Warner Bros.       | 1942 | Bob Clampett                    |
| Lo specchio magico (Thru the Mirror)                     | Disney             | 1936 | David Hand                      |
| La torta di Titti (Tweetie Pie)                          | Warner Bros.       | 1947 | Friz Freleng                    |
| When Magoo Flew                                          | UPA                | 1955 | Peter Burness                   |
| Chi ha ucciso Cock Robin? (Who Killed Cock Robin?)       | Disney             | 1935 | David Hand                      |
| Caccia al coniglio (A Wild Hare)                         | Warner Bros.       | 1940 | Tex Avery                       |
| Your Face                                                | Independent        | 1987 | Bill Plympton                   |
| Picchiarello e lo psichiatra                             | Universal/Lantz    | 1941 | Walter Lantz                    |